# خواب‌پریشی (فیلم)
خواب‌پریشی (انگلیسی: Parasomnia) فیلمی در ژانر ترسناک به کارگردانی ویلیام مالون است که در سال ۲۰۰۸ منتشر شد. از بازیگران آن می‌توان به جفری کمبس، تیماتی باتومز، شان یانگ، و الیسون بری اشاره کرد.